# Michael Foster Jr.
Michael Foster Jr., né le 16 janvier 2003 à Milwaukee dans le Wisconsin, est un joueur américain de basket-ball évoluant au poste d'ailier fort.

## Biographie

### Carrière professionnelle

#### NBA G League Ignite (2021-2022)
Entre 2021 et 2022, il joue avec l'équipe NBA G League Ignite et son programme de développement de jeunes joueurs.

#### 76ers de Philadelphie (2022)
Bien que non drafté, il signe un contrat two-way en faveur des 76ers de Philadelphie. Il est coupé le 23 novembre 2022.